# بخش براونزویل، شهرستان هوستون، مینه سوتا
بخش براونزویل (به انگلیسی: Brownsville Township) یک منطقهٔ مسکونی در ایالات متحده آمریکا است که در شهرستان هیوستون، مینه‌سوتا واقع شده‌است.
 بخش براونزویل ۷۶٫۶ کیلومتر مربع مساحت و ۴۶۲ نفر جمعیت دارد و ۲۱۹ متر بالاتر از سطح دریا واقع شده‌است.